# Оскаріно Коста Сілва
Оскаріно Коста да Сілва (порт. Oscarino Costa da Silva, нар. 17 січня 1907, Нітерой — пом. 16 вересня 1990, Ріо-де-Жанейро, Бразилія) — бразильський футболіст, що грав на позиції захисника, зокрема, за клуб «Васко да Гама», а також національну збірну Бразилії.
Дворазовий переможець Ліги Каріока. 

## Клубна кар'єра
У дорослому футболі дебютував 1928 року виступами за команду клубу «Іпіранга», в якій провів три сезони. 
Протягом 1932—1935 років захищав кольори команди «Америка» з Ріо-де-Жанейро.
Своєю грою за останню команду привернув увагу представників тренерського штабу клубу «Васко да Гама», до складу якого приєднався 1935 року. Відіграв за команду з Ріо-де-Жанейро наступні чотири сезони своєї ігрової кар'єри.
Завершив професійну ігрову кар'єру у клубі «Сан-Крістован», за який виступав протягом 1940 року.
Помер 16 вересня 1990 року на 84-му році життя.

## Виступи за збірну
1930 року дебютував в офіційних матчах у складі національної збірної Бразилії, провівши у її формі один товариський матч 17 серпня 1930 проти збірної США (4:3).
У складі збірної був у заявці на чемпіонат світу 1930 року в Уругваї, але не грав.

## Титули і досягнення
- Переможець Ліги Каріока (2):

«Америка»: 1935
«Васко да Гама»: 1936